# Баенко, Владимир Владимирович
Влади́мир Влади́мирович Бае́нко (укр. Володимир Володимирович Баєнко; род. 9 февраля 1990, Комсомольское, Донецкая область) — украинский футболист, защитник

## Биография
Родился в Донецкой области. В турнирах ДЮФЛ Украины выступал за донецкие «Шахтёр» (15 игр) и «Олимпик» (50 игр, 1 гол). Затем играл в любительских клубах в чемпионате области.
Первый профессиональный контракт подписал в 2011 году с днепродзержинской «Сталью», однако из-за травмы так и дебютировал в команде. Профессиональную карьеру начал в 2013 году, в команде «Макеевуголь». Проведя год в макеевском клубе, в 2014 году перешёл в криворожский «Горняк». В первом же сезоне в составе команды завоевал право на повышение в классе, после чего ещё 2 года выступал за криворожан в Первой лиге чемпионата Украины. Летом 2016 года «Горняк» был расформирован и Баенко был вынужден искать новый клуб. 26 июня 2016 года подписал контракт с кировоградской «Звездой», в предыдущем сезоне завоевавшей право выступать в Премьер-лиге. В высшем дивизионе чемпионата Украины дебютировал 30 июля 2016 года, выйдя в стартовом составе в домашнем матче против луганской «Зари». В течение первой половины сезона был одним из основных игроков команды, однако после увольнения Дарио Друди и назначения главным тренером Романа Монарёва, Баенко постепенно утратил место в стартовом составе и в январе 2017 года покинул клуб, а позднее подписал контракт с узбекской «Бухарой»
По окончании сезона 2018 года покинул клуб «Рига». В августе 2019 года подписал контракт с полтавской «Ворсклой»
Завершил игровую карьеру в 2021 году. В том же году стал генеральным директором криворожского «Кривбасса».
В 2011 году окончил Донецкий государственный институт здоровья, физической культуры и спорта, получил степень бакалавра.

## Достижения
- Победитель чемпионата Латвии: 2018
- Победитель Кубка Латвии: 2018
- Финалист Кубка Украины: 2019/20
- Победитель Кубка Эстонии: 2020/21